# Smart Voting
Smart Voting è una strategia di voto proposta da Alexei Navalny con l'obiettivo di privare della maggioranza il partito Russia Unita alle elezioni regionali e federali. L'obiettivo dello Smart Voting è quello di sostenere chi si oppone al partito che Navalny ha soprannominato il "partito dei truffatori e dei ladri".

## Storia
Il 28 novembre 2018, Alexei Navalny ha lanciato il progetto Smart Voting. Inizialmente, il sistema mirava principalmente a privare i candidati di Russia Unita della vittoria nelle elezioni alla carica di governatore della Duma di San Pietroburgo e di Mosca dell'8 settembre 2019. Navalny ha spiegato la strategia come segue (tradotto dal russo): "I partiti non possono mettersi d'accordo nel nominare un unico candidato contro Russia Unita. Siamo diversi, ma possiamo essere d'accordo su una cosa.  Abbiamo una politica: siamo contro il monopolio di Russia Unita. Da qui, tutto il resto è matematica. Se agiamo tutti in modo intelligente e votiamo per il candidato più forte, lui vincerà e Russia Unita perderà".

## Analisi elettorale
Secondo un articolo degli analisti politici Ivan Bolshakov e Vladimir Perevalov, la strategia di Navalny, in media, ha migliorato i risultati dei candidati dell'opposizione del 5,6% nelle elezioni della Duma della città di Mosca del settembre 2019.
Secondo il politologo Abbas Gallyamov, la percentuale di voti per Russia Unita nelle previsioni del Centro di ricerca sull'opinione pubblica russa per le elezioni legislative russe del 2021 è notevolmente sopravvalutata e la percentuale di voti per il Partito Comunista della Federazione Russa è notevolmente sottostimata. Per Gallyamov, non più del 26-27% di coloro che si presentano alle urne voterebbero per Russia Unita, e lo Smart Voting è uno strumento che potrebbe infliggere un duro colpo al partito al governo, il che, a suo avviso, spiega perché le autorità lo abbiano attaccato.

## Blocco di Smart Voting
Nel settembre 2021, due settimane prima delle elezioni della Duma di Stato, il tribunale arbitrale di Mosca ha emesso un'ordinanza che vieta a Google e Yandex di creare un elenco di risultati per la query di ricerca Smart Voting. La causa contro entrambe le società è stata intentata da Woolintertrade, società la cui attività principale è la vendita all'ingrosso di materie prime agricole. All'inizio dell'estate, la società ha ricevuto l'approvazione da Rospatent, l'agenzia governativa russa responsabile della proprietà intellettuale, per registrare il marchio Smart Voting e quindi ha citato in giudizio per la protezione del marchio. Il tribunale ha quindi approvato il blocco come misura provvisoria.
Allo stesso tempo, Roskomnadzor, l'agenzia esecutiva federale russa responsabile del monitoraggio, controllo e censura dei mass media russi, ha limitato l'accesso al sito web di Smart Voting insistendo sul fatto che il sito web è stato utilizzato per continuare le attività dell'organizzazione "estremista" Anti-Corruption Foundation. Roskomnadzor ha anche avvertito Apple e Google che stavano rischiando multe non rimuovendo l'app Smart Voting dai loro app store; l'avvertimento diceva che il mancato blocco dell'app poteva essere interpretato come "interferenza nelle elezioni russe". Il 17 settembre, Apple e Google hanno soddisfatto le richieste. Nella stessa giornata, Telegram ha bloccato il chatbot di Smart Voting. Il 15 settembre, le autorità di regolamentazione hanno bloccato temporaneamente Google Docs, in particolare per il rilascio dell'elenco degli endorsement di Smart Voting. Il team di Navalny ha però poi successivamente pubblicato l'elenco di endorsement su GitHub. Google Docs e YouTube hanno rimosso le liste a seguito di una richiesta di Roskomnadzor il 18 settembre.